# Капиталов пазар
Капиталовият пазар е финансов пазар на ценни книжа, разделен на фондов пазар и пазар на облигации. Функция, която дава възможност на компаниите и правителството да привличат капитали от обществото, обикновено с дългосрочни условия.

## Цел на съществуването
Капиталовият пазар обединява компании, които се нуждаят от финансиране, с други граждани и фирми, заинтересовани от своя страна да инвестират своя капитал, така че да бъде произведена икономическа стойност.

## Как работи капиталовият пазар
Основната роля на капиталовия пазар е канализиране на спестяванията в икономиката в продуктивни инвестиции в рамките на правилното разпределение на инвестициите спестявания в най-обещаващите производители. Този процес се нарича формиране на капитал (capital formation) и е предпоставка и ключ към икономическия растеж.
В сравнение с тези в САЩ, компаниите в Европейския съюз имат по-голяма зависимост от банковото кредитиране за финансиране. Усилията да се даде възможност на компаниите да наберат повече средства чрез капиталовите пазари се координират чрез инициативата на Съюза за капиталови пазари. 